# Земмерінг (перевал)
Перевал Земерінг (нім. Semmering-Pass) — гірський перевал на сході Австрії, що з'єднує Нижню Австрію та Штирію. Розташований на висоті 965 м над рівнем моря. Через перевал проходить Земмерінзька залізниця — перша у світі гірська залізниця.